# Анутін Чарнвіракул
Анутін Чарнвіракул (тай. อนุทิน ชาญวีรกูล, кит. трад.: 陈锡尧, 13 вересня 1966) — таїландський політичний діяч, який з 1 вересня 2023 року є міністром внутрішніх справ і віце-прем'єр-міністром Таїланду. З 2019 до 2023 року він був міністром охорони здоров'я в уряді Праюта. Він є відомим громадським діячем, та був відповідальним за розробку заходів з боротьби з епідемією COVID-19 у Таїланді.

## Ранні роки життя і родина
Анутін є сином Чаоварата Чарнвіракула, колишнього міністра внутрішніх справ в уряді Апхісіта Ветчачиви. Він походить з китайської родини родом з Гуандуну. Перший раз він був одружений на Сатануху Чарнвіракул, і має з нею двох дітей. Його другий шлюб — із Сасіторн Чарнвіракул. Анутін отримав середню освіту в Успенському коледжі та вищу інженерну освіту в Університеті Гофстра в 1989 році.
Анутін Чарнвіракул є спадкоємцем великої будівельної компанії. Компанія його родини «Sino-Thai Engineering and Construction PCL» побудувала кілька державних мегапроєктів, таких як бангкокський аеропорт Суварнабхумі. Як інженер за освітою, сам Анутін був президентом «Sino-Thai».
Протягом багатьох років Анутін Чарнвіракул був членом багатьох політичних партій, таких як Партія національного розвитку, партія Тай Рак Тай, та як лідер партії Б'юмжайтай.

## Політична кар'єра
У 1996 році Анутін Чарнвіракул увійшов у політику, ставши радником міністра закордонних справ Прачуапа Чаясана, і обіймав посаду заступника міністра охорони здоров'я з 2004 по 2005 рік і заступника міністра торгівлі в 2004 році. Потім йому було заборонено обіймати політичні посади на 5 років через членство в партії Тай Рак Тай. У 2012 році після закінчення терміну заборони Анутін приєднався до партії Б'юмжайтай і був обраний лідером цієї партії 14 жовтня 2012 року.
На загальних виборах у Таїланді 2019 року він був кандидатом на посаду прем'єр-міністра від партії Б'юмжайтай.
Анутін Чарнвіракул був провідним прихильником медичної марихуани. 8 травня 2022 року він заявив, що його міністерство роздасть 1 мільйон рослин коноплі в червні 2022 року домогосподарствам Таїланду для безліцензійного вирощування.

## Скандали
Під час пандемії COVID-19 Анутін випустив низку образливих коментарів із зневагою до іноземців. Анутін написав у твіттері: «…усе, що ви бачите, це фаранги („західники“) . Вони тікають із власних країн заради безпеки до Таїланду. У Чіангмаї 90 % тайців носять обличчя маски, хоча жоден із фарангів не носить масок». Далі він додав: «Це причина зараження нашої країни [вірусом SARS-CoV-2]. Нам слід бути обережнішими з фарангами, ніж з іншими азіатами. Зараз у Європі зима, і фаранг приходить до Таїланду, щоб сховатися від хвороби [COVID-19]. Багато фарангів одягаються брудно й не приймають душ. Усі [тайські] господарі мають бути дуже обережними».
Після негативної реакції громадськості на публікацію Анутіна обліковий запис у твіттері було видалено після того, як на різних медіа-платформах з'явилися сотні коментарів, які критикували його необдумані зауваження, причому деякі коментатори вказували на те, що Таїланд не цінує внесок, зроблений іноземними державами в його економіку, зокрема в туризм. Під тиском цього питання Анутін пізніше заявив, що не знав, кому належить обліковий запис у твіттері, і що він не публікував коментарі, хоча пізніше вибачився за них. Веб-сайт новин тайською мовою «Khaosod» детально висвітлив інцидент, показавши частину оригінальних коментарів до видалення облікового запису твіттера.
За місяць до свого березневого спалаху, у лютому 2020 року, Анутіна розкритикували за зауваження, що іноземців слід виганяти з Таїланду, коли він побачив, що під час заходу на станції «Siam BTS» у Бангкоку дехто не носив масок. Пізніше, почувши пораду генерального хірурга США Джерома Адамса про те, що неінфікованим людям не потрібно носити маски, Анутін змінив свою думку.

## Королівські нагороди
Анутін Чарнвіракул отримав наступні королівські нагороди в системі почестей Таїланду:
- Лицар Великого Кордона (особливий клас) найблагороднішого ордена Корони Таїланду[21]
- Лицар Великого Кордону (Особливий Клас) Найвищого Ордену Білого Слона[22]